# Giuliana di Nassau-Dillenburg (1587-1643)
Giuliana di Nassau-Dillenburg (Dillenburg, 3 settembre 1587 – Rotenburg an der Fulda, 15 febbraio 1643) è stata una nobildonna tedesca, langravia consorte d'Assia-Kassel.
Era la quintogenita e seconda figlia femmina di Giovanni VII di Nassau-Dillenburg (1561–1623), che divento conte Giovanni I di Nassau-Siegen quando l'eredità di suo padre fu divisa nel 1606, e di sua moglie Maddalena di Waldeck (1558–1599).

## Biografia
A Dillenburg il 22 maggio 1603 Giuliana sposò il langravio Maurizio d'Assia-Kassel come sua seconda moglie. Ebbero quattordici figli:
- Filippo (Kassel, 26 settembre 1604 - ucciso in battaglia, Lutter am Barenberge, 17 giugno 1626).
- Agnese (Kassel 14 maggio 1606 - Dessau, 28 maggio 1650), sposò il principe Giovanni Casimiro di Anhalt-Dessau.
- Ermanno IV d'Assia-Rotenburg (Kassel, 15 agosto 1607 - Rotenburg, 25 marzo 1658), ereditò Rotenburg.
- Giuliana (Marburg, 7 ottobre 1608 - Kassel, 11 dicembre 1628).
- Sabina (Kassel, 5 luglio 1610 - Kassel, 21 maggio 1620).
- Maddalena (Kassel, 25 agosto 1611 - Bedburg, 12 febbraio 1671), sposò il conte Erich Adolf di Salm-Reifferscheid.
- Maurizio (Kassel, 13 giugno 1614 - Kassel, 16 febbraio 1633).
- Sofia (Kassel, 12 settembre 1615 - Bückeburg, 22 novembre 1670), sposò il conte Filippo I di Schaumburg-Lippe.
- Federico d'Assia-Eschwege (Kassel, 9 maggio 1617 - ucciso in battaglia, Kosten, 24 settembre 1655), ereditò Eschwege.
- Cristiano (Kassel, 5 febbraio 1622 - Bückeburg, 14 novembre 1640), colonnello svedese, morì dopo un alterco con il generale Johan Banér e alcuni altri ufficiali; fu probabilmente avvelenato.[1]
- Ernesto d'Assia-Rheinfels (Kassel, 17 dicembre 1623 - Colonia, 12 maggio 1693), ereditò Rheinfels.
- Cristina (Kassel, 9 luglio 1625 - Kassel, 25 luglio 1626).
- Filippo (Kassel, 28 settembre 1626 - Rotenburg, 8 luglio 1629).
- Elisabetta (Kassel, 23 ottobre 1628 - Kassel, 10 febbraio 1633).

In modo da garantire che tutti avessero profitti adatti ad un langravio, ella dispose di una politica di trasferimento di profitti e diritti di proprietà per i suoi figli. Alla fine, Maurizio trasferì un quarto dell'Assia, il così-detto Quarto di Rotenburg ai suoi figli. Tuttavia, quest'area rimase sotto la sovranità dell'Asse-Kassel. Quindi, i figli maschi di Giuliana Ermanno e Federico fondarono i rami cadetti d'Assia-Rotenburg e d'Assia-Eschwege del Casato d'Assia e nel 1649 suo figlio Ernesto fondò la linea d'Assia-Rheinfels. Ermanno e Federico morirono senza figlie e dal 1658, Ernesto aveva ereditato tutte le parti del Quarto di Rotenburg. Tuttavia, nei successivi 250 anni, Rotenburg fu divisa, fusa e nuovamente divisa, dando origine ai rami cadetti con nomi come Assia-Rheinfels-Roternburg, Assia-Eschwege-Wanfried e Assia-Rotenburg-Eschwege.
Il langravio Maurizio abdicò nel 1627, sotto pressione degli Stati. Si ritirò a Eschwege, dove morì nel 1632. L'Assia-Kassel fu ereditata da Guglielmo V, il figlio di Maurizio dal suo primo matrimonio. Nel 1629, Giuliana ed i suoi figli si trasferirono nel Castello di Rotenburg a Rotenburg an der Fulda, dove ella morì nel 1643.

## Ascendenza
|                                         |                                         |                                         | Genitori                                                            |  |  | Nonni |  |  | Bisnonni                                |  |  | Trisnonni                              |  |
|                                         |                                         |                                         |                                                                     |  |  |       |  |  | Guglielmo I, conte di Nassau-Dillenburg |  |  | Giovanni V, conte di Nassau-Dillenburg |  |
|                                         |                                         |                                         |                                                                     |  |  |       |  |  | Guglielmo I, conte di Nassau-Dillenburg |  |  | Giovanni V, conte di Nassau-Dillenburg |  |
|                                         |                                         | Elisabetta d'Assia-Marburg              |                                                                     |  |  |       |  |  | Guglielmo I, conte di Nassau-Dillenburg |  |  |                                        |  |
| Giovanni VI, conte di Nassau-Dillenburg |                                         |                                         |                                                                     |  |  |       |  |  | Guglielmo I, conte di Nassau-Dillenburg |  |  |                                        |  |
|                                         |                                         | Giuliana di Stolberg-Wernigerode        | Bodo VIII, conte di Stolberg-Wernigerode                            |  |  |       |  |  |                                         |  |  |                                        |  |
|                                         |                                         | Giuliana di Stolberg-Wernigerode        | Bodo VIII, conte di Stolberg-Wernigerode                            |  |  |       |  |  |                                         |  |  |                                        |  |
|                                         |                                         | Giuliana di Stolberg-Wernigerode        | Anna di Eppstein-Königstein                                         |  |  |       |  |  |                                         |  |  |                                        |  |
| Giovanni VII, conte di Nassau-Siegen    |                                         | Giuliana di Stolberg-Wernigerode        |                                                                     |  |  |       |  |  |                                         |  |  |                                        |  |
|                                         |                                         | Giorgio III, langravio di Leuchtenberg  | Giovanni IV, langravio di Leuchtenberg                              |  |  |       |  |  |                                         |  |  |                                        |  |
|                                         |                                         | Giorgio III, langravio di Leuchtenberg  | Giovanni IV, langravio di Leuchtenberg                              |  |  |       |  |  |                                         |  |  |                                        |  |
|                                         |                                         | Giorgio III, langravio di Leuchtenberg  | Margherita di Schwarzburg-Blankenburg                               |  |  |       |  |  |                                         |  |  |                                        |  |
| Elisabetta di Leuchtenberg              |                                         | Giorgio III, langravio di Leuchtenberg  |                                                                     |  |  |       |  |  |                                         |  |  |                                        |  |
|                                         |                                         | Barbara di Brandeburgo-Ansbach-Kulmbach | Federico I, margravio di Brandeburgo-Ansbach e Brandeburgo-Kulmbach |  |  |       |  |  |                                         |  |  |                                        |  |
|                                         |                                         | Barbara di Brandeburgo-Ansbach-Kulmbach | Federico I, margravio di Brandeburgo-Ansbach e Brandeburgo-Kulmbach |  |  |       |  |  |                                         |  |  |                                        |  |
|                                         |                                         | Barbara di Brandeburgo-Ansbach-Kulmbach | Sofia di Polonia                                                    |  |  |       |  |  |                                         |  |  |                                        |  |
| Giuliana di Nassau-Dillenburg           |                                         | Barbara di Brandeburgo-Ansbach-Kulmbach |                                                                     |  |  |       |  |  |                                         |  |  |                                        |  |
|                                         | Enrico VIII, conte di Waldeck-Wildungen | Filippo I, conte di Waldeck-Waldeck     |                                                                     |  |  |       |  |  |                                         |  |  |                                        |  |
|                                         | Enrico VIII, conte di Waldeck-Wildungen | Filippo I, conte di Waldeck-Waldeck     |                                                                     |  |  |       |  |  |                                         |  |  |                                        |  |
|                                         | Enrico VIII, conte di Waldeck-Wildungen | Giovanna di Nassau-Dillenburg           |                                                                     |  |  |       |  |  |                                         |  |  |                                        |  |
| Filippo IV, conte di Waldeck-Wildungen  | Enrico VIII, conte di Waldeck-Wildungen |                                         |                                                                     |  |  |       |  |  |                                         |  |  |                                        |  |
|                                         |                                         | Anastasia di Runkel                     | Guglielmo II, signore di Runkel                                     |  |  |       |  |  |                                         |  |  |                                        |  |
|                                         |                                         | Anastasia di Runkel                     | Guglielmo II, signore di Runkel                                     |  |  |       |  |  |                                         |  |  |                                        |  |
|                                         |                                         | Anastasia di Runkel                     | Ermengarda di Rollingen                                             |  |  |       |  |  |                                         |  |  |                                        |  |
| Maddalena di Waldeck-Wildungen          |                                         | Anastasia di Runkel                     |                                                                     |  |  |       |  |  |                                         |  |  |                                        |  |
|                                         |                                         | Salentin VI, conte di Isenburg-Neumagen | Gerlach II, conte di Isenburg-Grenzau                               |  |  |       |  |  |                                         |  |  |                                        |  |
|                                         |                                         | Salentin VI, conte di Isenburg-Neumagen | Gerlach II, conte di Isenburg-Grenzau                               |  |  |       |  |  |                                         |  |  |                                        |  |
|                                         |                                         | Salentin VI, conte di Isenburg-Neumagen | Ildegarda di Sirck                                                  |  |  |       |  |  |                                         |  |  |                                        |  |
| Jutta di Isenburg-Neumagen              |                                         | Salentin VI, conte di Isenburg-Neumagen |                                                                     |  |  |       |  |  |                                         |  |  |                                        |  |
|                                         |                                         | Elisabetta di Hunolstein                | Heinrich, signore di Hunolstein                                     |  |  |       |  |  |                                         |  |  |                                        |  |
|                                         |                                         | Elisabetta di Hunolstein                | Heinrich, signore di Hunolstein                                     |  |  |       |  |  |                                         |  |  |                                        |  |
|                                         |                                         | Elisabetta di Hunolstein                | Elisabetta di Bolchen                                               |  |  |       |  |  |                                         |  |  |                                        |  |
|                                         |                                         | Elisabetta di Hunolstein                |                                                                     |  |  |       |  |  |                                         |  |  |                                        |  |